# Dos Hermanas
Dos Hermanas est une ville espagnole, située dans la province de Séville, dans la communauté autonome d'Andalousie. Elle appartient à la zone métropolitaine de Séville.
Située entre Séville et Alcalá de Guadaíra, elle est desservie par la route nationale 4, la voie rapide SE-40 et la ligne 1 du métro de Séville.
Les premières mentions de son existence apparaissent au XVe siècle. Elle est alors un lieu de pèlerinage chrétien en raison d'une légende impliquant la découverte par deux sœurs (en espagnol : dos hermanas) de reliques dans une grotte. Ce mythe est à l'origine du nom de la commune. La population de la ville triple entre 1970 et 2015, faisant de Dos Hermanas la deuxième ville la plus peuplée de la province de Séville.
Sur le plan politique, la ville est un bastion du Parti socialiste, qu'elle a placé en tête à toutes les élections depuis les débuts de la Transition démocratique, en 1977, à deux exceptions près.

## Géographie

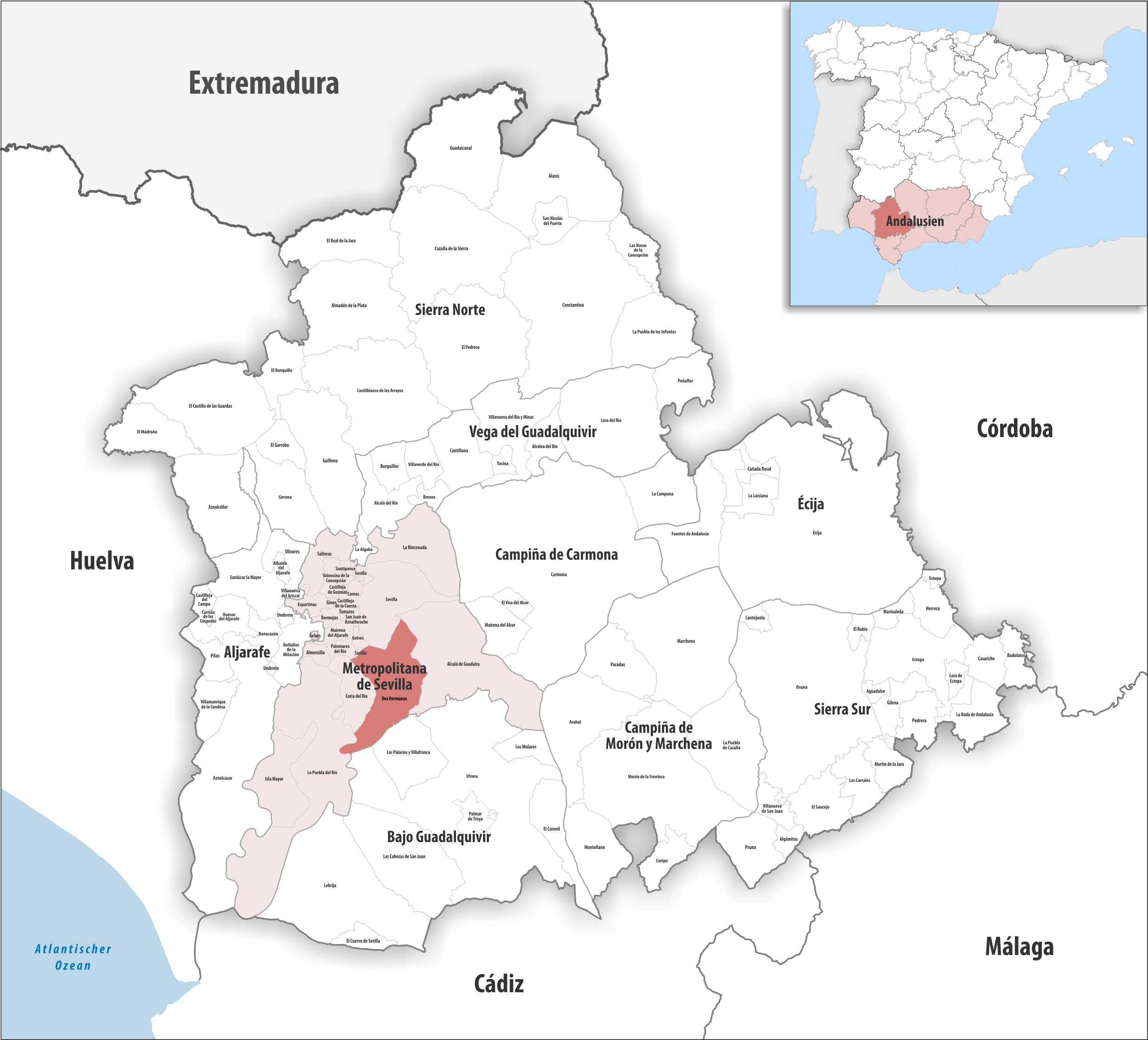
Dos Hermanas dans la comarque de la zone métropolitaine de Séville, dans la province de Séville, en Andalousie et en Espagne.

### Localisation
Dos Hermanas est située en Andalousie, dans la province de Séville, et appartient à la comarque de la zone métropolitaine de Séville.
La plus grande ville à proximité de Dos Hermanas est celle de Séville, située à 13 km au nord-ouest à vol d'oiseau et 18 km par route. Madrid est à 398 km nord-nord-est à vol d'oiseau et 535 km par route ; Gibraltar est à 186 km sud-sud-est par route.

### Communes limitrophes
| Gelves                          | Séville      | Alcalá de Guadaíra         |
| Palomares del Río Coria del Río | Dos Hermanas | Alcalá de Guadaíra         |
| La Puebla del Río               | Utrera       | Los Palacios y Villafranca |

À l'exception d'Utrera et Los Palacios y Villafranca, toutes les communes limitrophes appartiennent à la zone métropolitaine de Séville.

### Transports
Dos Hermanas est traversée, du nord au sud, par la route nationale 4, qui relie Séville à Jerez de la Frontera, et, d'est en ouest, par la voie rapide SE-40. Elle est bordée, à l'ouest, par l'autoroute A-4, qui connecte Madrid et Cadix.
Elle est reliée à Alcalá de Guadaíra par la route régionale A-392.
La commune est desservie par la ligne 1 du métro de Séville, avec quatre stations : 
- Condequinto
- Montequinto
- Europa
- Olivar de Quinto.

Elle est également desservie par les lignes de bus interurbains M-104, M-123, M-123B, M-130A, M-130B, M-131, M-132, M-132B, M-133, M-134 et M-221, relevant du consortium des transports métropolitains de la zone de Séville (CTMAS). Elle dispose, en outre, d'un réseau urbain composé de six lignes, opéré par des bus au gaz naturel pour véhicules. La ligne 6, ouverte en 2021, constitue une ligne de bus à haut niveau de service, appelé metrobús, qui relie la station de métro Olivar de Quinto au sud du territoire de la commune, avec une fréquence de passage toutes les 15 minutes. Elle circule sur la voie initialement réservée au projet de tramway jamais réalisé.
La gare ferroviaire de Dos Hermanas est desservie par la ligne C-1 des Cercanías Sevilla et par les lignes 65 et 67 de Media Distancia Renfe.

### Hydrographie
La commune est bordée au nord-ouest par le Guadalquivir et le Guadaira traverse sa partie nord-ouest. Elle est traversée du nord au sud par le canal de los Presos del Bajo Guadalquivir (es).

## Toponymie
Dos Hermanas serait ainsi nommée du fait de deux sœurs (en espagnol : dos hermanas), Elvira et Estefanía Nazareno. À la suite du siège de Séville et de l'attribution par Ferdinand III des terres où se situe la ville à leur frère, Gonzalo Nazareno, celles-ci auraient découvert dans une grotte une sculpture de sainte Anne, une cloche et une croix de bronze.

## Histoire

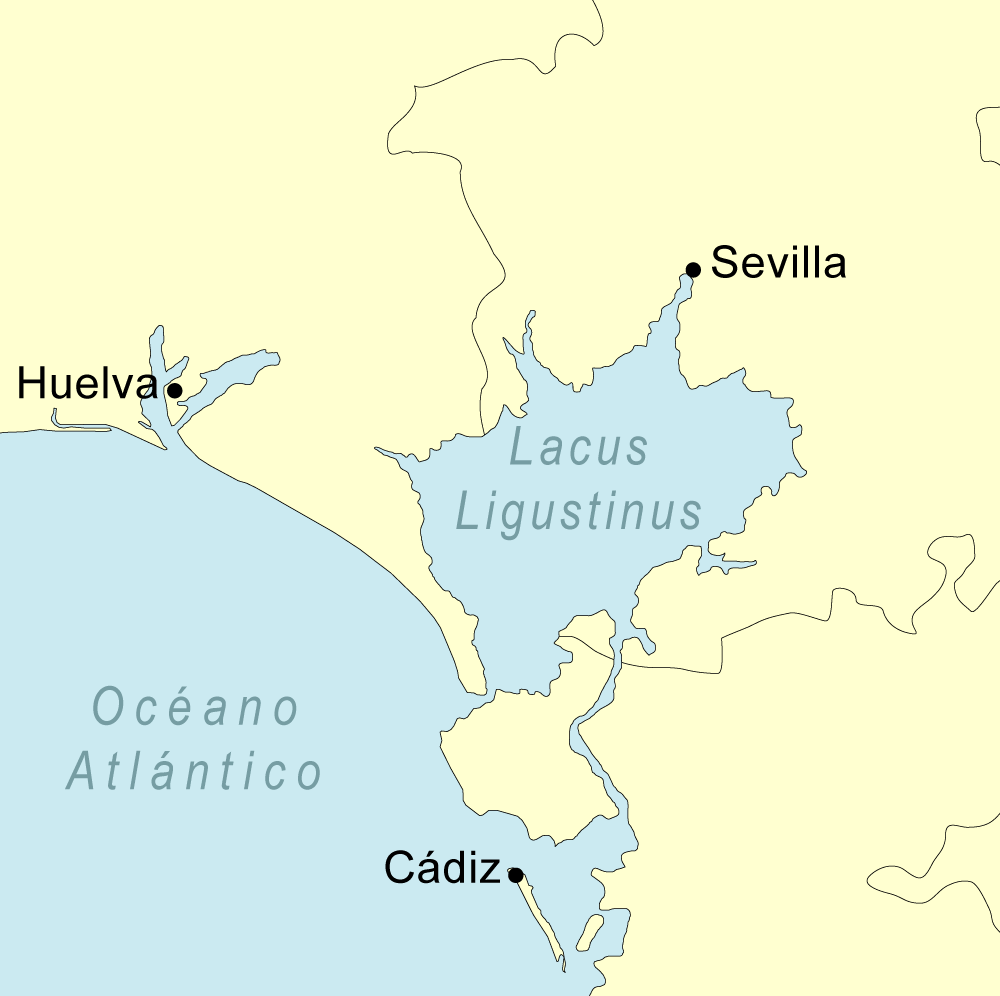
'

La commune actuelle de Dos Hermanas inclut l'ancien Orippo (es), une ville turdétane puis romaine, citée dans l'étape 7 de l'itinéraire d'Antonin pour la province d'Hispanie (Via Augusta), qui la place entre Ugia (Torre Alocaz (es), sur Utrera) et Hispalis (Séville), sur les rives de l'ancien Lacus Ligustinus (es). Elle est également citée sur les gobelets de Vicarello. Les vestiges d'Orippo se trouvent entre la rivière Guadaira et le parc industriel Carretera de La Isla,,,.

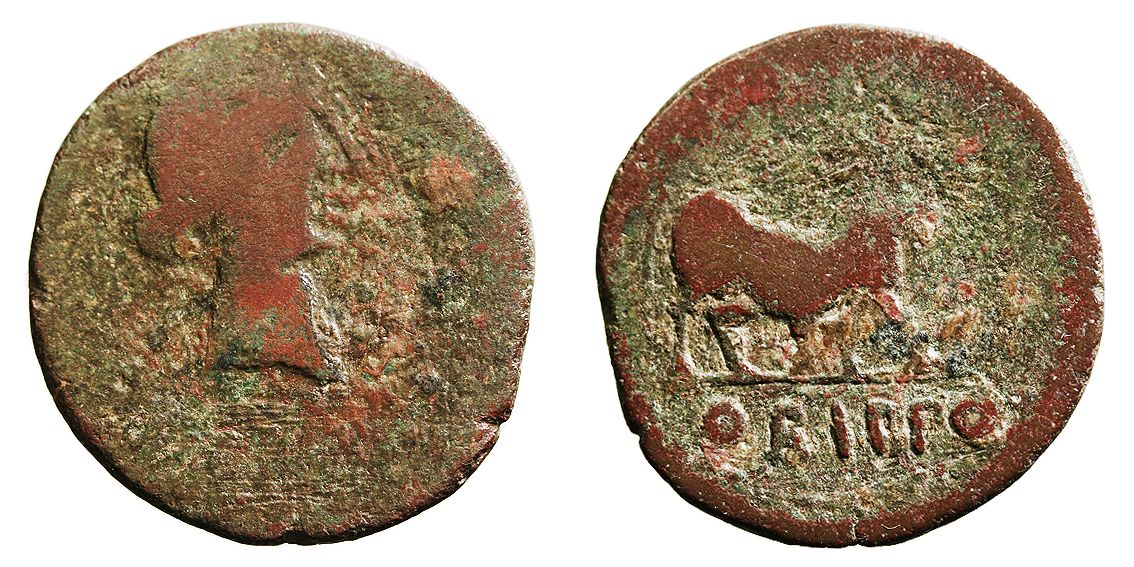
Monnaie frappée à Orippo (es)
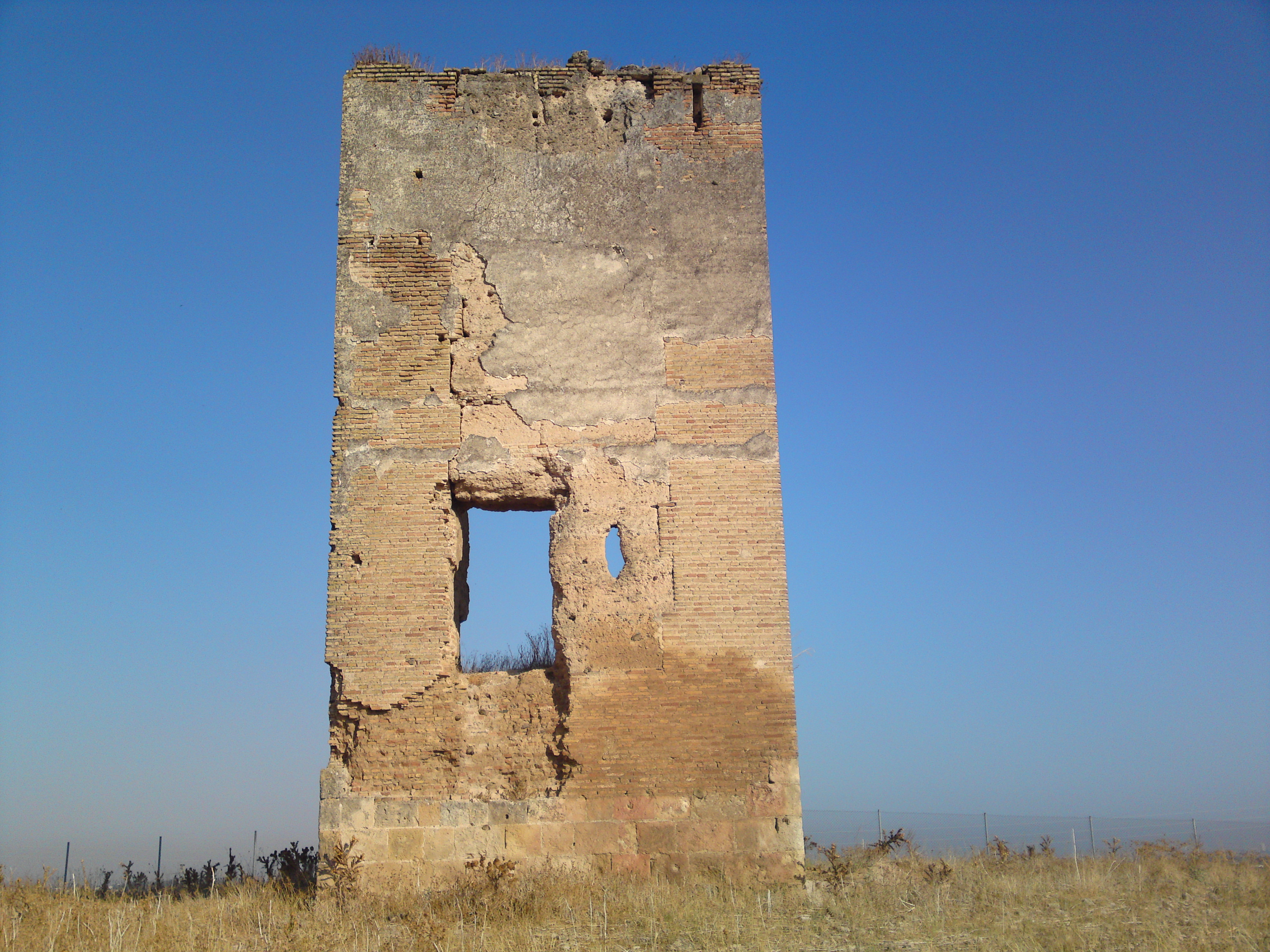
Tour de los Herberos (es)

Les premières références à Dos Hermanas remontent à 1404. La ville est née des pèlerinages générés par la légende de la découverte des reliques par les deux sœurs Nazareno.
Entre 1970 et 2015, la population municipale est multipliée par trois, en raison d'un grand nombre de logements disponibles et de typologies variées, de la proximité géographique avec Séville et de l'existence de nombreux établissements scolaires, ce qui attire les familles. À partir des années 1960, le développement urbain lui permet de dépasser Alcalá de Guadaíra et Utrera pour devenir la deuxième ville la plus peuplée de la province.

## Politique et administration

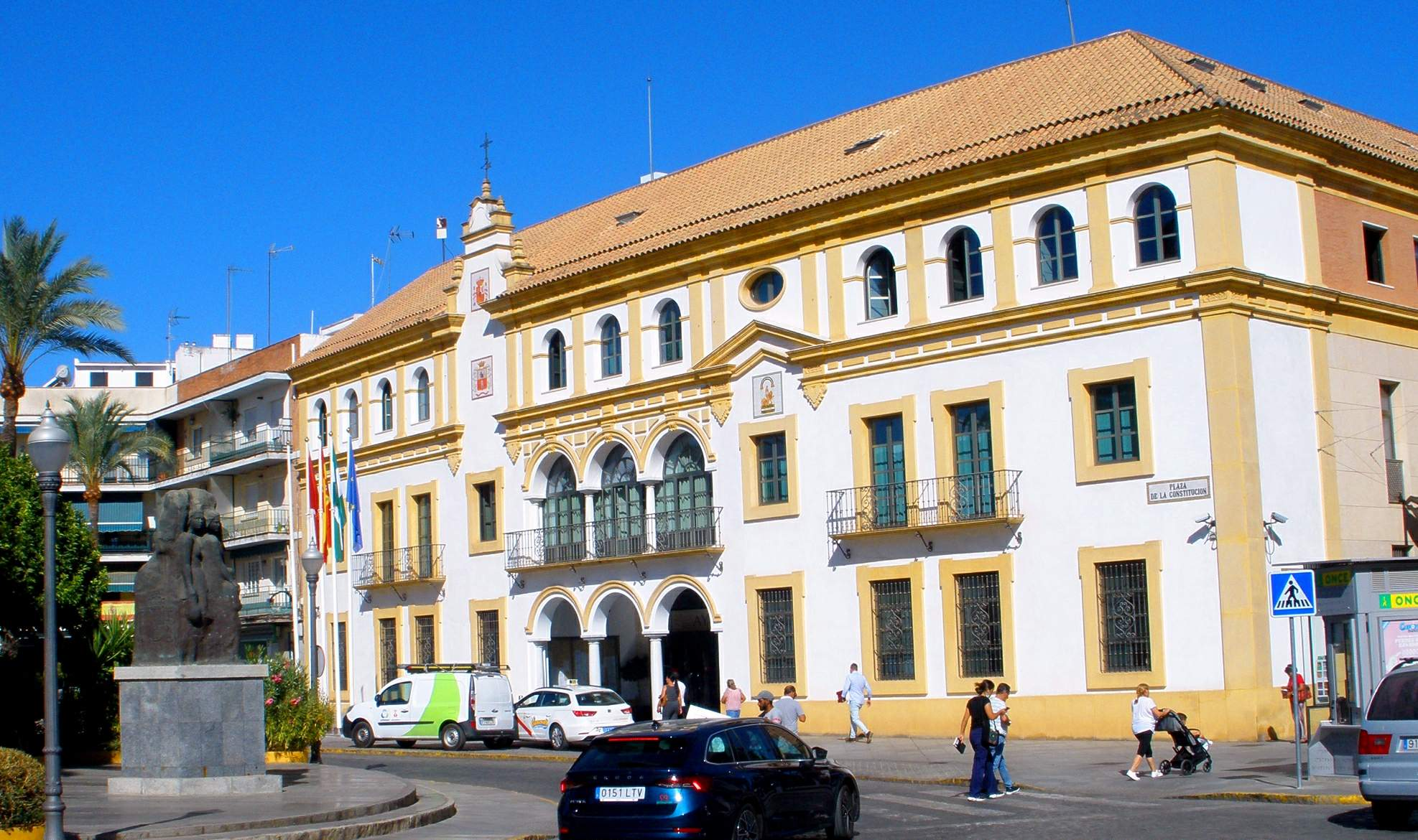
L'hôtel de ville de Dos Hermanas, sur la place de la Constitution.

### Rattachements administratifs et électoraux
Dos Hermanas appartient à la comarque de la zone métropolitaine de Séville, à la province de Séville et à la communauté autonome d'Andalousie.
Elle relève de la circonscription de Séville pour les élections aux Cortes Generales et au Parlement d'Andalousie.
Elle dépend du district judiciaire de Dos Hermanas.

### Tendances politiques
Dos Hermanas constitue un fief du Parti socialiste (PSOE), qui est arrivé en tête à toutes les élections tenues depuis 1977, à l'exception des élections municipales de 1979 et des élections andalouses de 2022.
En 1983, le socialiste Francisco « Quico » Toscano est élu maire de la ville. Il occupe cette fonction pendant 39 ans et remporte dix majorités absolues consécutives. Il démissionne en 2022, à l'âge de 72 ans.
| Scrutin           | 1er | 1er  | 1er     | 2e | 2e      | 2e      | 3e | 3e      | 3e      | 4e | 4e      | 4e      | 5e | 5e      | 5e      |
| ----------------- | --- | ---- | ------- | -- | ------- | ------- | -- | ------- | ------- | -- | ------- | ------- | -- | ------- | ------- |
| Municipales 2011  |     | PSOE | 48,64 % |    | PP      | 31,03 % |    | IULV-CA | 11,95 % |    | UPyD    | 4,07 %  |    | PA      | 3,22 %  |
| Générales 2011    |     | PSOE | 41,69 % |    | PP      | 36,95 % |    | IU      | 9,38 %  |    | UPyD    | 7,90 %  |    | PA      | 1,75 %  |
| Régionales 2012   |     | PSOE | 44,57 % |    | PP      | 32,49 % |    | IULV-CA | 12,74 % |    | UPyD    | 5,60 %  |    | PA      | 2,34 %  |
| Européennes 2014  |     | PSOE | 35,89 % |    | PP      | 17,13 % |    | IU      | 13,38 % |    | Podemos | 10,14 % |    | UPyD    | 10,09 % |
| Régionales 2015   |     | PSOE | 34,98 % |    | Podemos | 22,19 % |    | PP      | 18,08 % |    | Cs      | 11,91 % |    | IULV-CA | 6,33 %  |
| Municipales 2015  |     | PSOE | 49,22 % |    | SSP     | 16,30 % |    | PP      | 13,71 % |    | Cs      | 9,53 %  |    | IULV-CA | 6,62 %  |
| Générales 2015    |     | PSOE | 31,68 % |    | Podemos | 23,30 % |    | PP      | 20,99 % |    | Cs      | 16,02 % |    | UP      | 5,39 %  |
| Générales 2016    |     | PSOE | 31,81 % |    | PP      | 24,87 % |    | UP      | 23,79 % |    | Cs      | 16,53 % |    | PACMA   | 1,79 %  |
| Régionales 2018   |     | PSOE | 28,18 % |    | AA      | 21,33 % |    | Cs      | 20,86 % |    | PP      | 12,10 % |    | Vox     | 11,77 % |
| Générales 04/2019 |     | PSOE | 36,08 % |    | Cs      | 18,69 % |    | UP      | 17,67 % |    | Vox     | 13,71 % |    | PP      | 10,61 % |
| Municipales 2019  |     | PSOE | 50,91 % |    | AA      | 13,25 % |    | Cs      | 11,32 % |    | PP      | 8,69 %  |    | Vox     | 8,35 %  |
| Européennes 2019  |     | PSOE | 44,98 % |    | Cs      | 15,17 % |    | UP      | 14,63 % |    | PP      | 11,16 % |    | Vox     | 8,97 %  |
| Générales 11/2019 |     | PSOE | 35,48 % |    | Vox     | 20,63 % |    | UP      | 15,80 % |    | PP      | 13,86 % |    | Cs      | 8,99 %  |
| Régionales 2022   |     | PP   | 38,59 % |    | PSOE    | 25,76 % |    | Vox     | 12,74 % |    | PorA    | 8,77 %  |    | AA      | 7,03 %  |
| Municipales 2023  |     | PSOE | 50,67 % |    | PP      | 21,85 % |    | Vox     | 11,34 % |    | ConA    | 7,13 %  |    | AA      | 4,44 %  |
| Générales 2023    |     | PSOE | 36,92 % |    | PP      | 30,07 % |    | Vox     | 15,62 % |    | SMR     | 14,33 % |    | PACMA   | 1,15 %  |
| Européennes 2024  |     | PSOE | 34,26 % |    | PP      | 30,80 % |    | Vox     | 10,63 % |    | SALF    | 8,26 %  |    | SMR     | 6,08 %  |

### Conseil municipal
Lors des élections municipales du 26 mai 2019, la ville de Dos Hermanas comptait 133 168 habitants. Son conseil municipal (Pleno del Ayuntamiento) se compose donc de 27 élus.
| Parti | Parti        | 1979 | 1983 | 1987 | 1991 | 1995 | 1999 | 2003 | 2007 | 2011 | 2015 | 2019 | 2023 |  |
| ----- | ------------ | ---- | ---- | ---- | ---- | ---- | ---- | ---- | ---- | ---- | ---- | ---- | ---- |  |
|       | Cs           |      |      |      |      |      |      |      |      |      | 2    | 3    |      |  |
|       | PCE          | 9    | 8    |      |      |      |      |      |      |      |      |      |      |  |
|       | IU           |      |      | 4    | 4    | 6    | 3    | 3    | 3    | 3    | 2    |      |      |  |
|       | PSA/PA       | 2    |      |      | 2    |      | 1    | 1    |      |      |      |      |      |  |
|       | PTE          |      |      | 1    |      |      |      |      |      |      |      |      |      |  |
|       | CP           |      | 4    |      |      |      |      |      |      |      |      |      |      |  |
|       | AP           |      |      | 3    |      |      |      |      |      |      |      |      |      |  |
|       | PP           |      |      |      | 3    | 6    | 5    | 5    | 6    | 9    | 4    | 2    | 6    |  |
|       | PSOE         | 7    | 13   | 17   | 16   | 13   | 16   | 18   | 18   | 15   | 15   | 16   | 16   |  |
|       | SSP          |      |      |      |      |      |      |      |      |      | 4    |      |      |  |
|       | AA/ConA      |      |      |      |      |      |      |      |      |      |      | 4    | 2    |  |
|       | UCD          | 2    |      |      |      |      |      |      |      |      |      |      |      |  |
|       | Vox          |      |      |      |      |      |      |      |      |      |      | 2    | 3    |  |
|       | Indépendants | 1    |      |      |      |      |      |      |      |      |      |      |      |  |
| Total | Total        | 21   | 25   | 25   | 25   | 25   | 25   | 27   | 27   | 27   | 27   | 27   | 27   |  |

### Maires
| Mandat    | Maire | Maire                                    | Parti |
| --------- | ----- | ---------------------------------------- | ----- |
| 1979-1983 |       | Manuel Benítez Rufo (es)                 | PCE   |
| 1983-1987 |       | Quico Toscano (es)                       | PSOE  |
| 1987-1991 |       | Quico Toscano (es)                       | PSOE  |
| 1991-1995 |       | Quico Toscano (es)                       | PSOE  |
| 1995-1999 |       | Quico Toscano (es)                       | PSOE  |
| 1999-2003 |       | Quico Toscano (es)                       | PSOE  |
| 2003-2007 |       | Quico Toscano (es)                       | PSOE  |
| 2007-2011 |       | Quico Toscano (es)                       | PSOE  |
| 2011-2015 |       | Quico Toscano (es)                       | PSOE  |
| 2015-2019 |       | Quico Toscano (es)                       | PSOE  |
| 2019-2023 |       | Quico Toscano (es) Paco Rodríguez (2022) | PSOE  |
| 2023-2027 |       | Paco Rodríguez                           | PSOE  |

## Démographie
| 1900  | 1910  | 1920   | 1930   | 1940   | 1950   | 1960   | 1970   | 1981   |
| ----- | ----- | ------ | ------ | ------ | ------ | ------ | ------ | ------ |
| 7 857 | 9 884 | 10 971 | 15 427 | 20 330 | 21 281 | 27 969 | 39 387 | 57 357 |

| 1986   | 1991   | 1996   | 2001    | 2006    | 2011    | 2016    | 2021    | - |
| ------ | ------ | ------ | ------- | ------- | ------- | ------- | ------- | - |
| 66 819 | 78 025 | 91 139 | 100 871 | 114 672 | 127 375 | 131 855 | 136 250 | - |